# Sint-Rosaschool

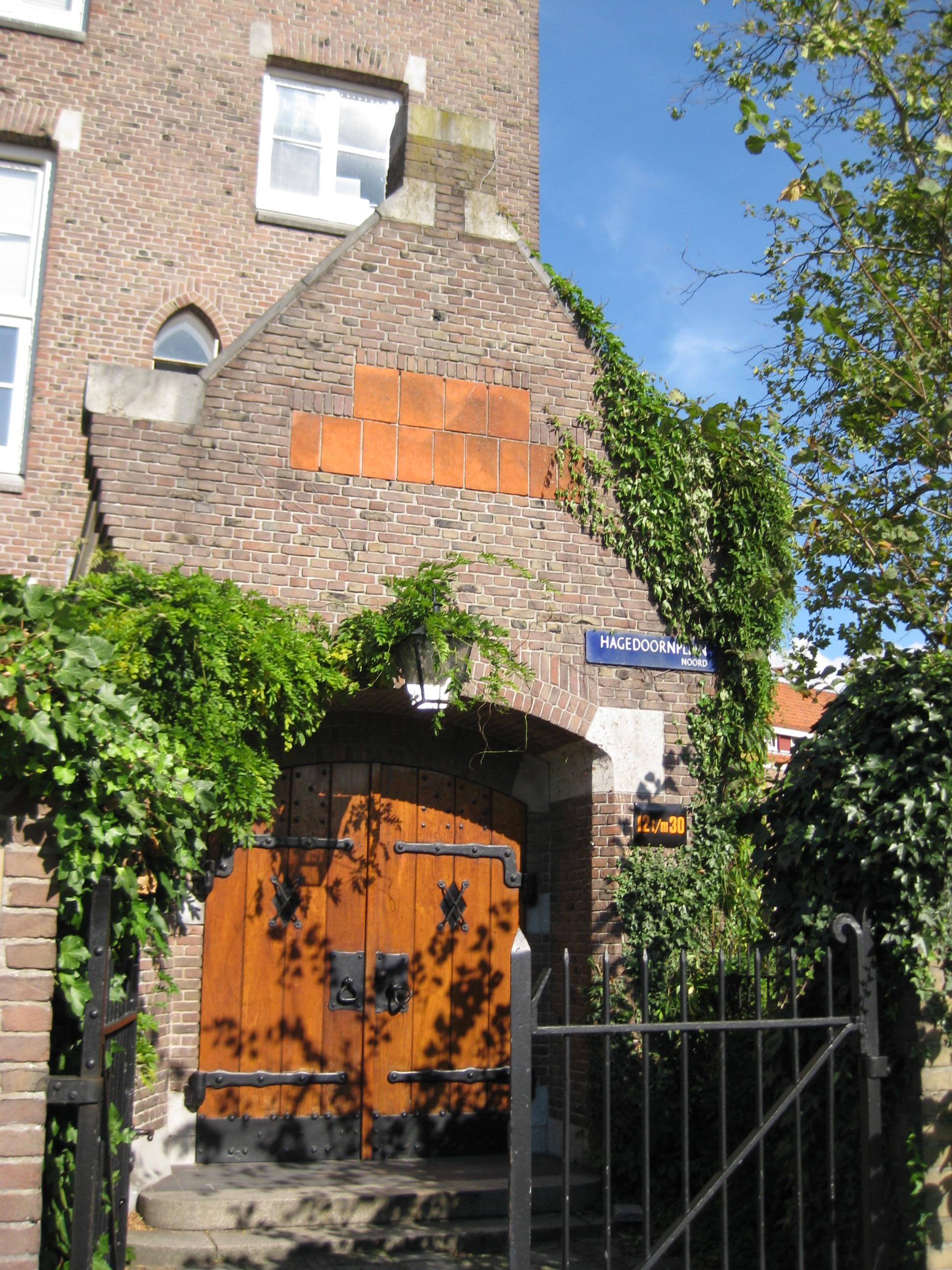
De Sint-Rosaschool aan het Hagedoornplein.

De Sint-Rosaschool, onderdeel van het Sint-Rosaklooster, is een rooms-katholieke voormalige huishoudschool aan het Hagedoornplein 12 in Amsterdam-Noord. Het werd gebouwd in 1929-'30 naar ontwerp van A.J. Kropholler in traditionalistische bouwstijl.
De school bestaat uit twee bouwvolumes en werd gebouwd in opdracht van de Congregatie van de H. Catharina van Senen, zusters Dominicanessen te Voorschoten.
De school is onderdeel van een groot kerkelijk complex, met de Sint-Ritakerk en het Sint-Rosaklooster bijzonder gesitueerd aan het voorplein van het klooster en op de hoek van het Hagedoornplein en de Wingerdweg. Het ligt in de zuidoostelijke hoek van de Buiksloterham.